# Adiantum caribense
Adiantum caribense là một loài dương xỉ trong họ Pteridaceae. Loài này được A. Rojas mô tả khoa học đầu tiên năm 2006.